# Cratere Romola
Romola  è un cratere sulla superficie di Venere.